# Magic Springs and Crystal Falls

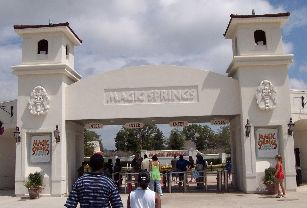
entrada do parque de diversões

Magic Springs and Crystal Falls é um parque de diversões e parque aquático localizado em Hot Springs, no Arkansas, Estados Unidos. O parque pertence à companhia Themeparks LLC.

## Incidente
No dia 9 de junho de 2007, dez passageiros ficaram presos de cabeça para baixo na montanha-russa X-Coaster durante cerca de 30 minutos, em uma das voltas de 360º, a 43 metros de altura do solo.